# オーギュスト・カイン
オーギュスト・カイン（Auguste Nicolas Cain、1822年11月16日 - 1894年8月6日) はフランスの彫刻家である。野生の動物や家畜の彫刻で知られる。

## 略歴
パリの肉屋の息子に生まれた。アレクサンドル・ギオネ（Alexandre Guionnet:b.1791)やフランソワ・リュード(1784-1855)といった彫刻家の弟子をした後、パリで彫刻の鋳造工房を開いて家畜などの動物の像を制作していた、ピエール＝ジュール・メーヌ(Pierre-Jules Mêne: 1810–1879)の工房で作品を鋳造するようになり、動物の彫刻を専門とするようになった。メーヌの娘と1852年に結婚した。
1846年からパリのサロンに出展するようになり、1888年までの40年間に38点の作品を出展した。動物の彫刻家として認められた1860年代から公園などに設置されるモニュメントの制作を依頼されるようになり、代表的な作品にはパリ、テュイルリー庭園のライオンの像やリュクサンブール公園のライオンの像がある。野生の動物の姿の研究を、一世代上の動物彫刻家、アントワーヌ＝ルイ・バリー(1795-1875)と同じようにパリ植物園に付属してつくられた動物園で行ったとされる。
1882年にレジオンドヌール勲章（オフィシエ）を受勲した。
息子のジョルジュ・カイン(Georges-Jules-Auguste Cain: 1856-1919)は画家になり、アンリ・カイン(Henri Cain: 1857-1937)はオペラの脚本家になった。

## 作品

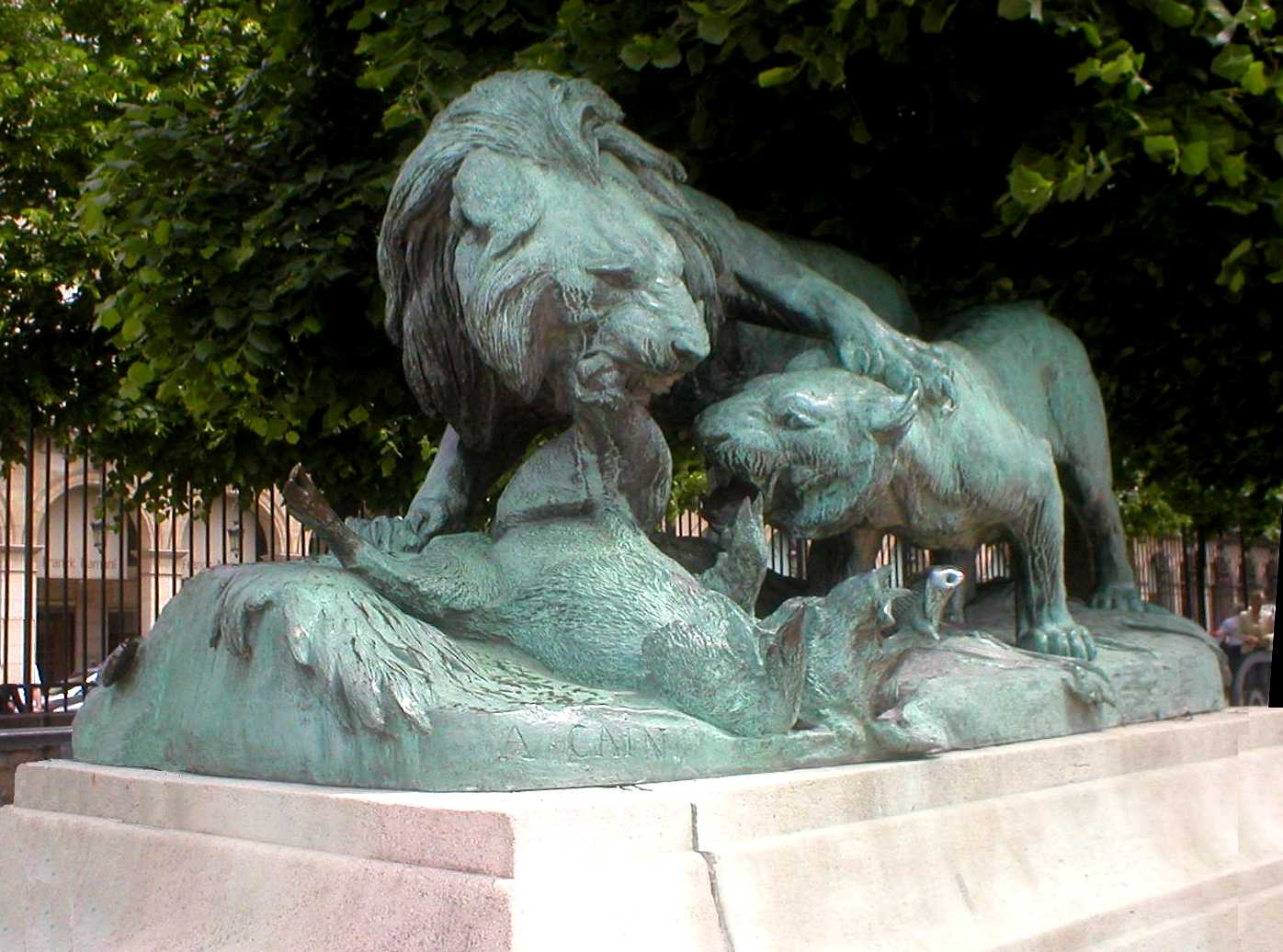
イノシシをめぐって争う雌雄のライオンの青銅像、チュイルリー庭園
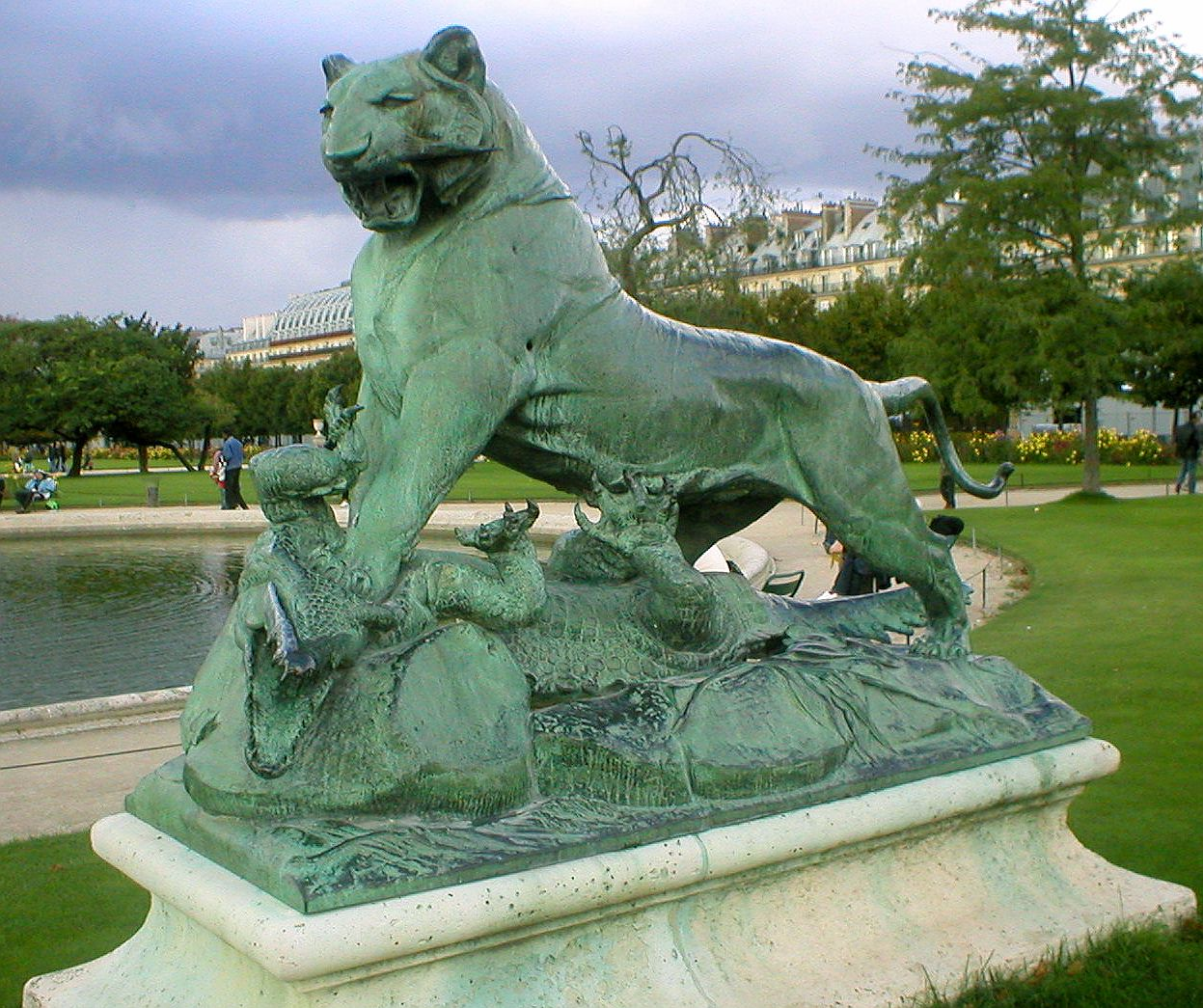
虎とワニ、チュイルリー庭園 (1873)
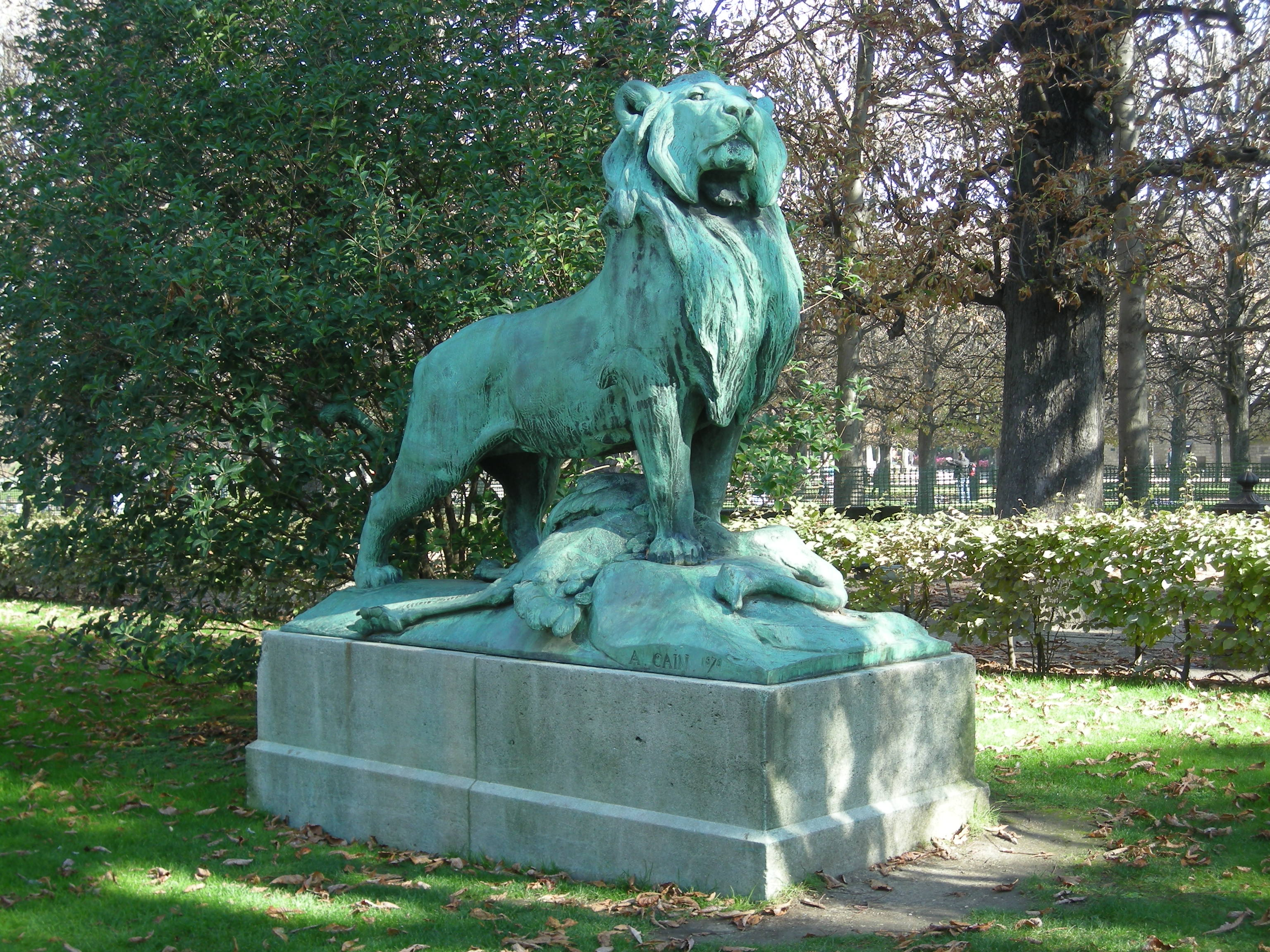
リュクサンブール公園のライオンの像
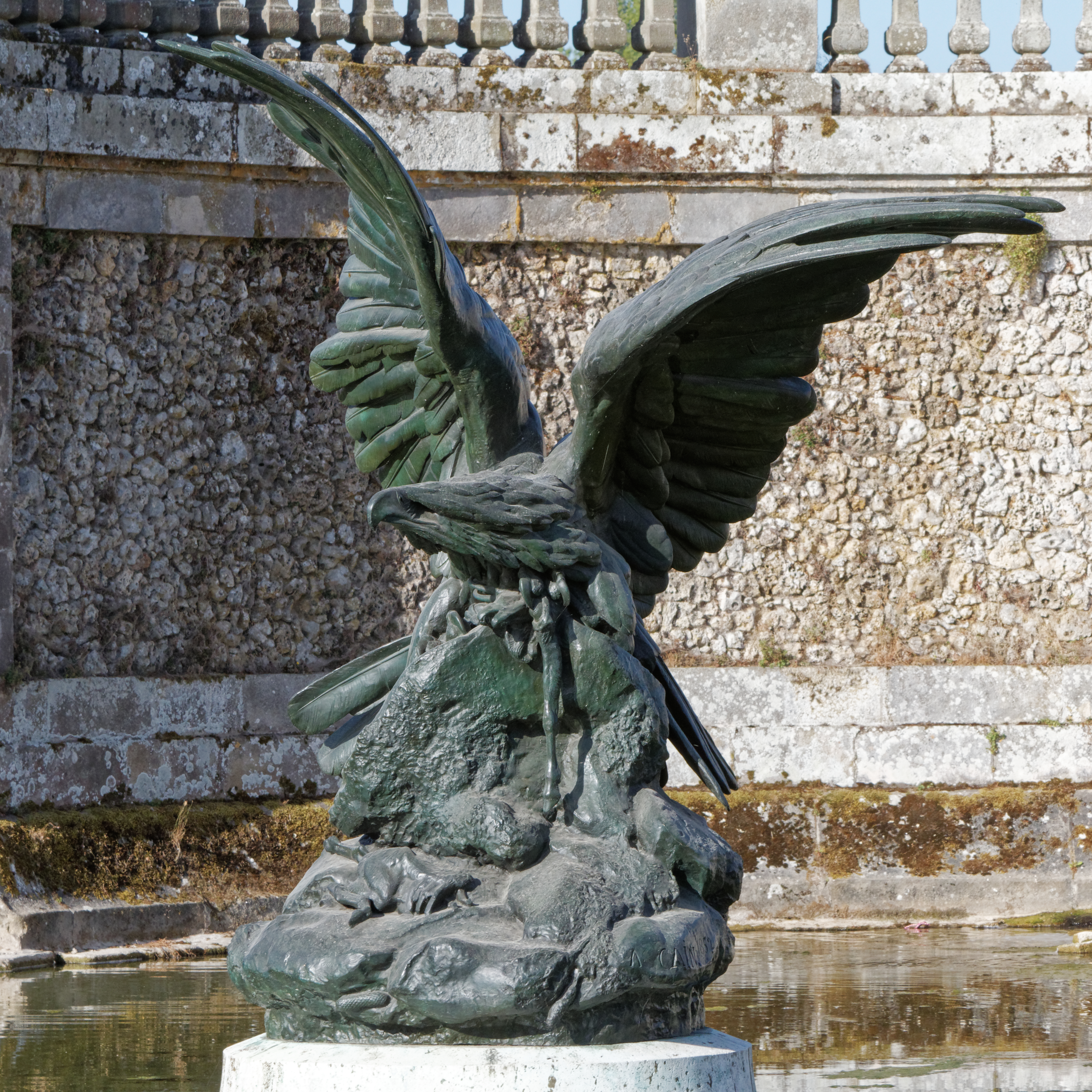
獲物を守る鷲
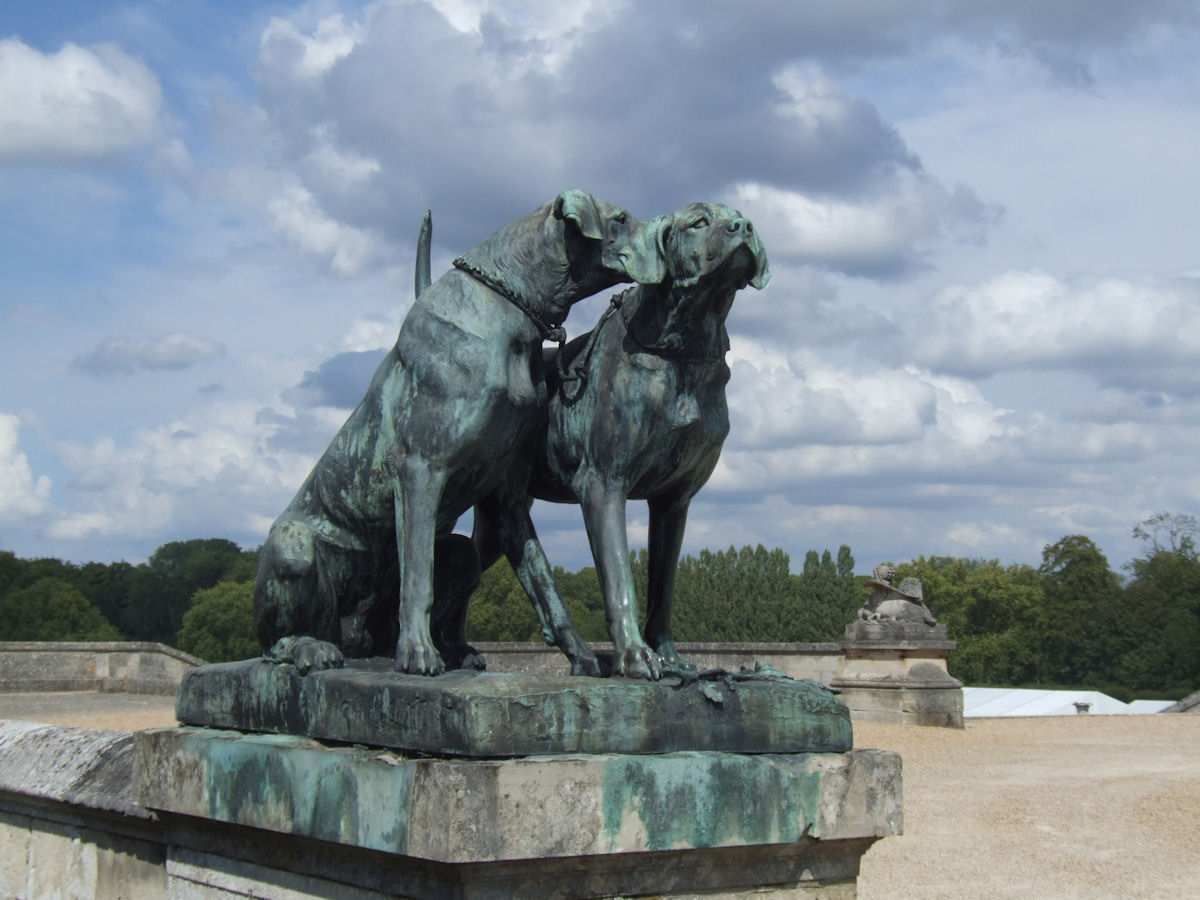
犬、シャンティイ城
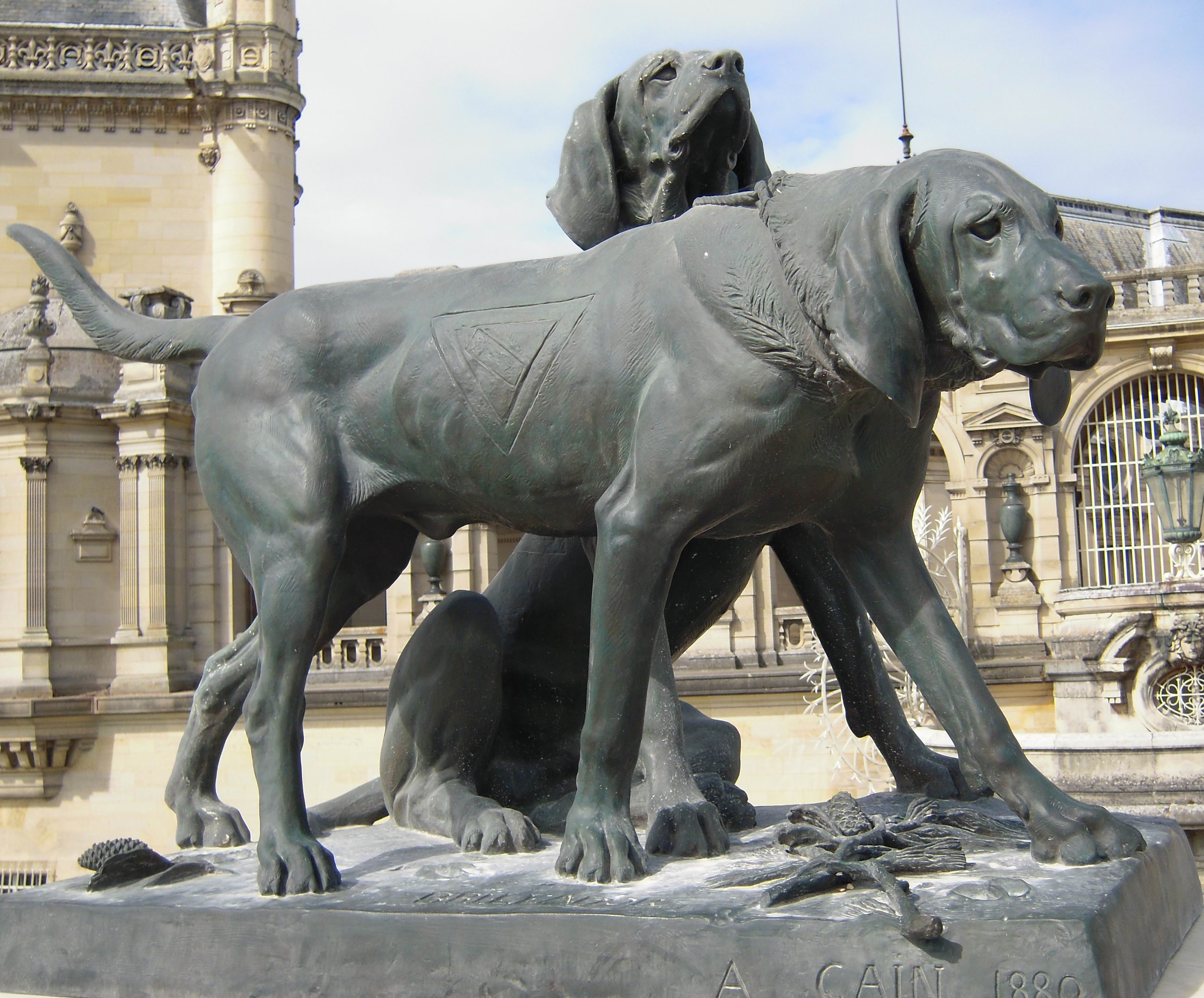
2匹の犬、コンデ美術館
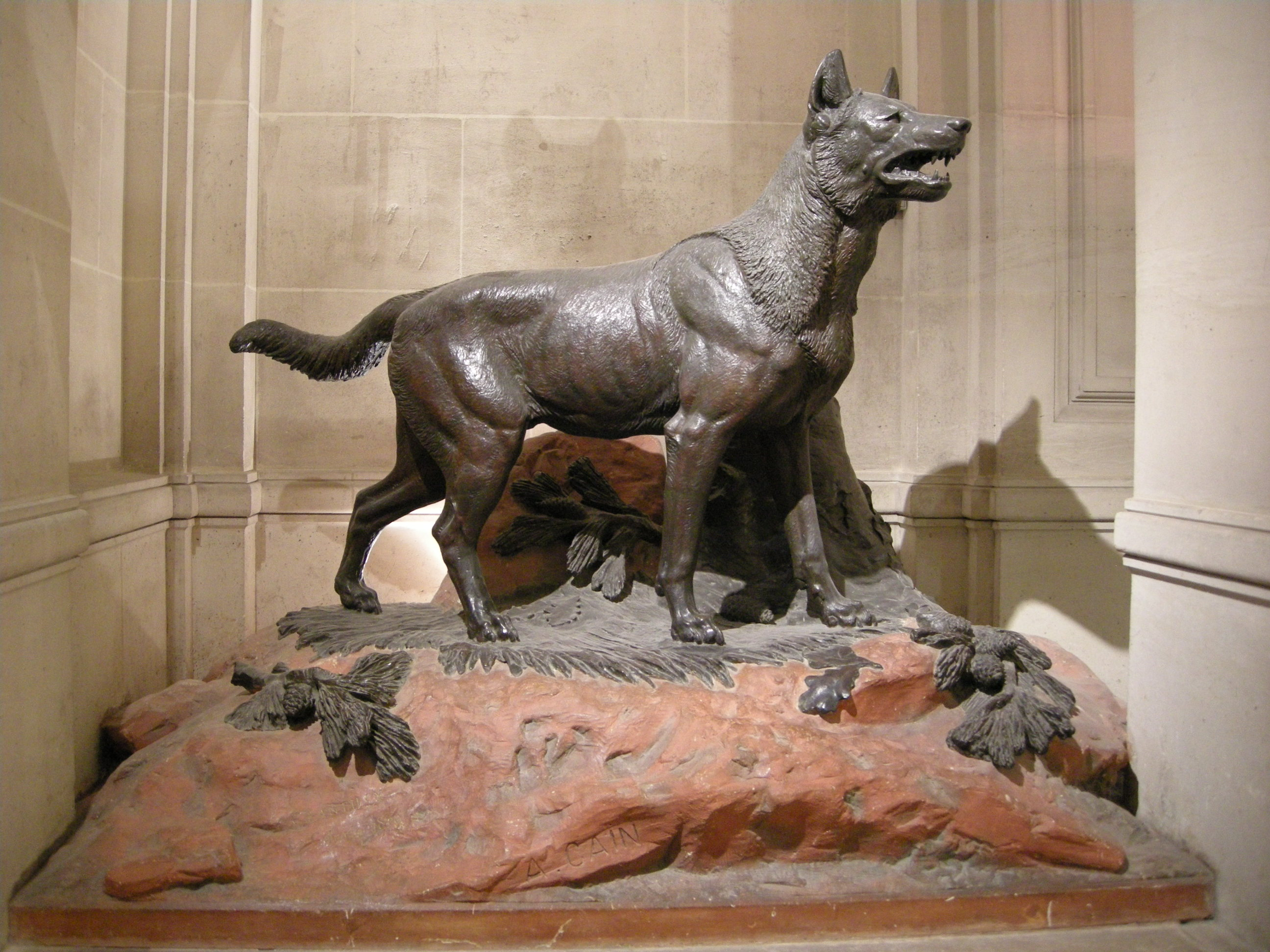
狼、コンデ美術館(1894)
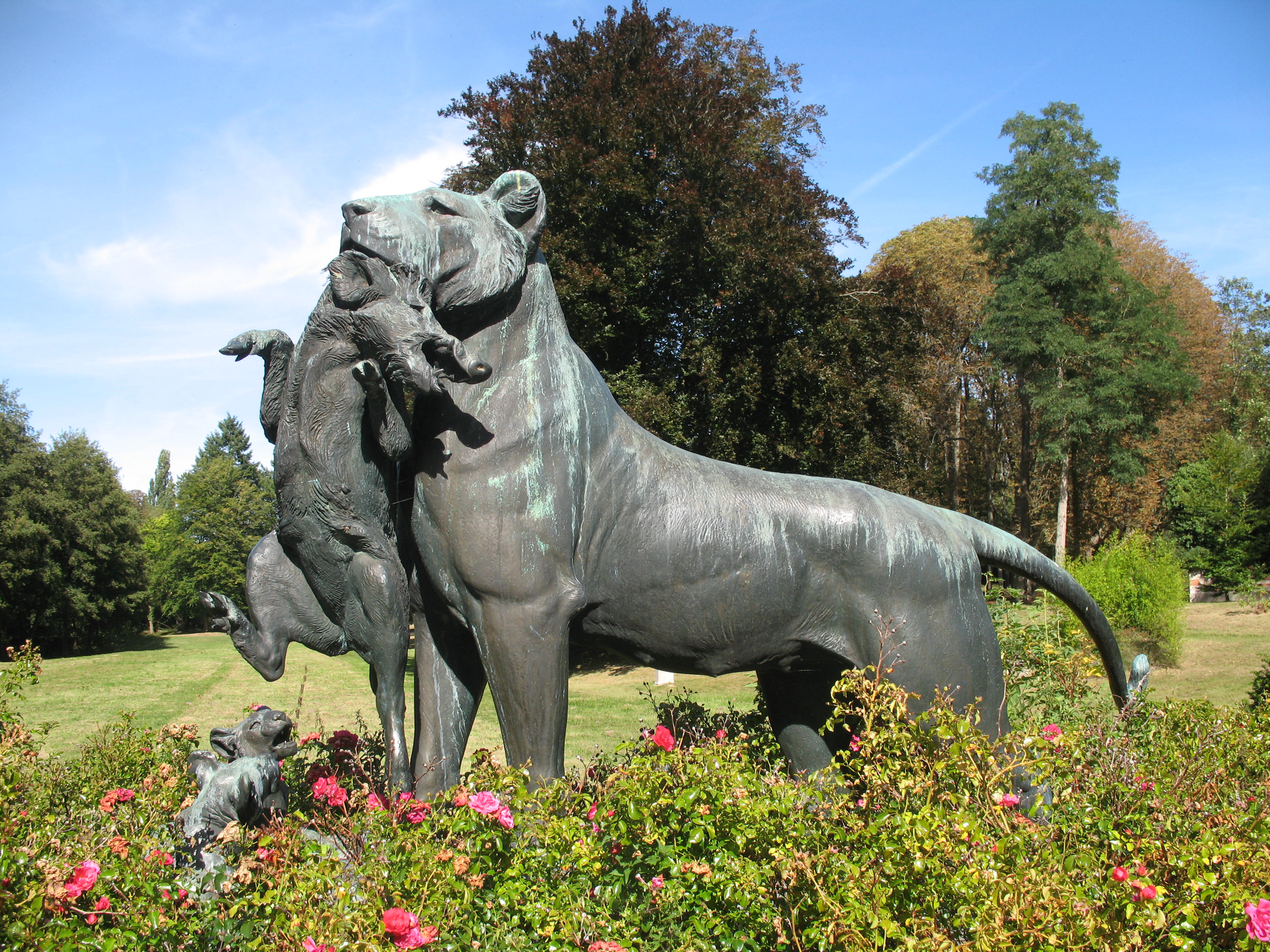